# The Getaway (album av Red Hot Chili Peppers)
The Getaway är det elfte studioalbumet av den amerikanska rockgruppen Red Hot Chili Peppers, vilket släpptes den 17 juni 2016. Det producerades av Danger Mouse (Brian Burton), som ersatte Rick Rubin efter ett 25 år långt samarbete. Albumets singlar var Dark Necessities, Go Robot, Sick Love och Goodbye Angels.

## Låtlista
| Nr  | Titel                   | Längd |
| --- | ----------------------- | ----- |
| 1.  | The Getaway             | 4:10  |
| 2.  | Dark Necessities        | 5:01  |
| 3.  | We Turn Red             | 3:20  |
| 4.  | The Longest Wave        | 3:31  |
| 5.  | Goodbye Angels          | 4:28  |
| 6.  | Sick Love               | 3:41  |
| 7.  | Go Robot                | 4:23  |
| 8.  | Feasting on the Flowers | 3:22  |
| 9.  | Detroit                 | 3:46  |
| 10. | This Ticonderoga        | 3:35  |
| 11. | Encore                  | 4:14  |
| 12. | The Hunter              | 4:00  |
| 13. | Dreams of a Samurai     | 6:09  |